# Монастырь Спитакавор
Монастырь Спитакавор, также Цахкаванк (арм. Սպիտակաոր վանք) — армянский монастырь в 7 км к северу от села Вернашен Вайоцдзорской области Армении. Местность раздроблена глубокими ущельями, на вершине ближайшей горы сохранилась крепость Прошаберд, или как её ещё называют Болораберд.

## Архитектура

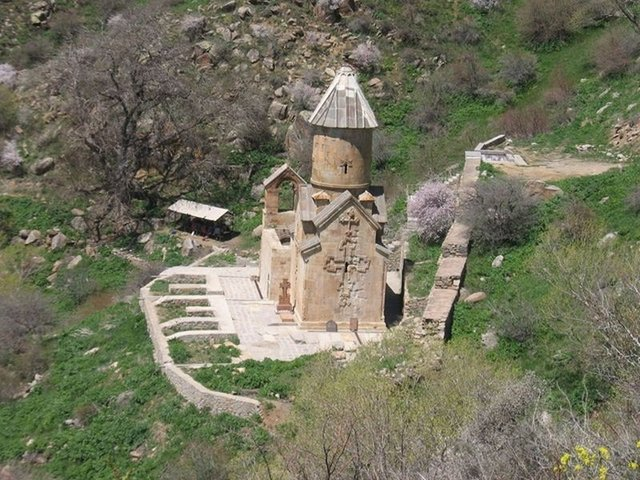

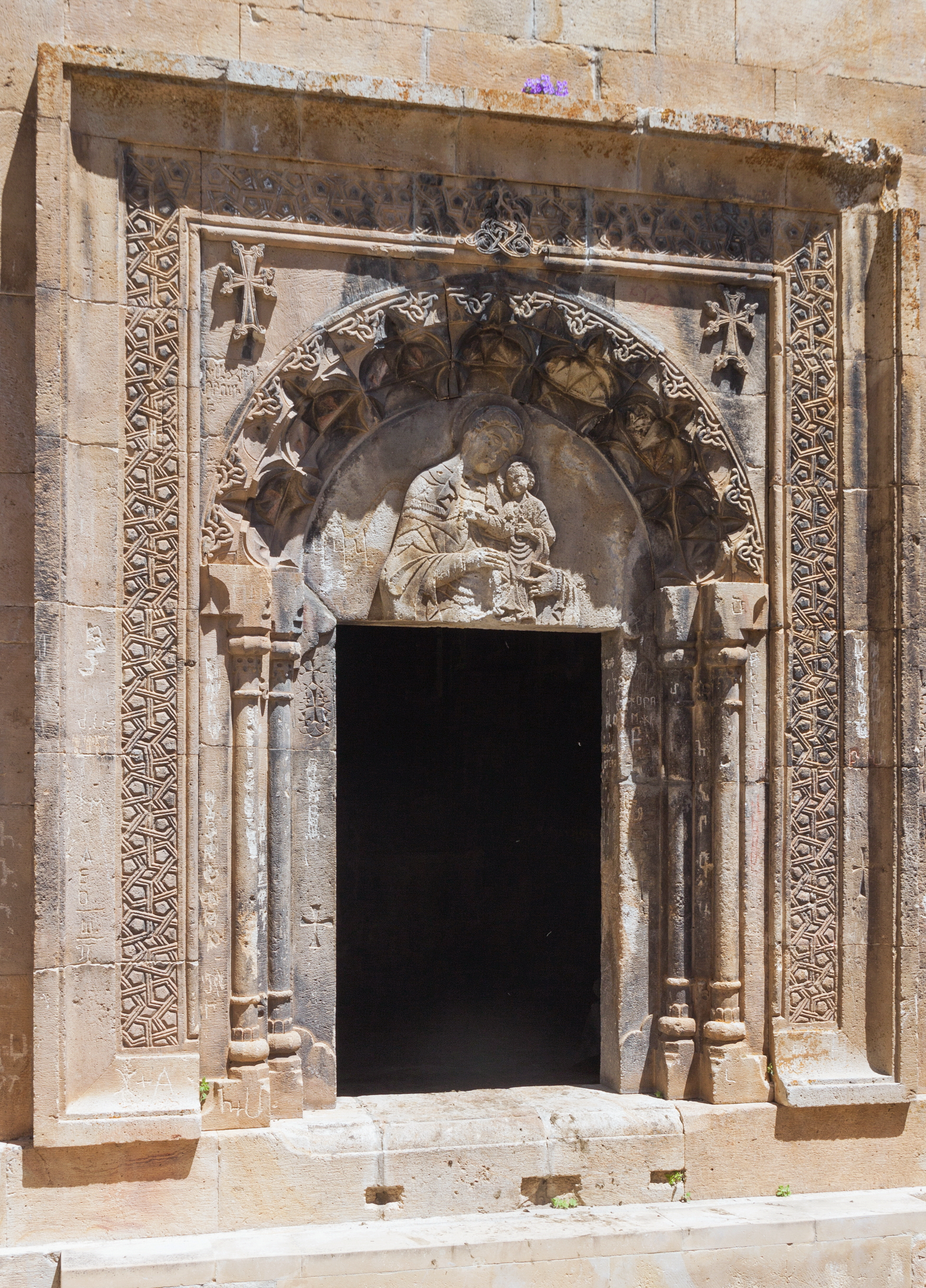
Портал

Монастырский комплекс состоит из церкви, притвора, колокольни и крепостных стен. Здания комплекса построены из гладкотесаного беловатого фельзита. Летописных данных не сохранилось. Судя по надписям на стенах, единственную церковь комплекса основал князь Еачи (известно, что умер в 1318 году), и строительство окончил его сын — Амир Гасан.

## Интересные факты
- В монастыре покоится прах Гарегина Нжде. Каждое 17 июня армяне со всех концов мира приезжают и совершают паломничество от деревни Вернашен до Спитакавора.

- Весной на склонах горы расцветает множество цветов и церковь, утопая в них, сама уподобляется цветку, за что в народе Спитакавор получил название Цахкаванк, что буквально значит «Цветочный монастырь».

- В старину монастыри Спитакавор, Аркази и Танаде сообщались между собой посредством знаков подаваемых светом огня.